# Bobby Sanguinetti
Robert „Bobby” Sanguinetti (ur. 29 lutego 1988 w Trenton, New Jersey) – amerykański hokeista, reprezentant Stanów Zjednoczonych, olimpijczyk.

## Kariera
- Lawrenceville School (2003-2004)
- Owen Sound Attack (2004-2007)
- Hartford Wolf Pack (2007-2010)
- Brampton Battalion (2007-2008)
  -  New York Rangers (2009)
- Charlotte Checkers (2010-2013)
  -  Carolina Hurricanes (2012, 2013)
- Atłant Mytiszczi (2013–2014)
- Utica Comets (2014–2015)
- Rochester Americans (2015-2016)
- Kloten Flyers (2016-2017)
- HC Lugano (2017-2018)
- Charlotte Checkers (2019)
- EHC Red Bull Monachium (2019-2020)

Urodził się 29 lutego w roku przestępnym 1988. Występował w kanadyjskich juniorskich rozgrywkach OHL w ramach CHL. W barwach USA wystąpił na turnieju mistrzostw świata juniorów do lat 20 w 2008. W drafcie NHL z 2006 został wybrany przez New York Rangers. Następnie grał w amerykańskich ligach AHL i NHL. Od sierpnia 2013 zawodnik rosyjskiego klubu Atłant Mytiszczi w lidze KHL, związany dwuletnim kontraktem. W lipcu 2014 podpisał kontrakt z Vancouver Canucks i został przekazany do filii Utica Comets. Od lipca 2015 zawodnik Buffalo Sabres i przekazany do Rochester Americans. Od lipca 2016 zawodnik Kloten Flyers. Od maja 2017 zawodnik HC Lugano. Na początku stycznia 2019 ponownie zawodnik Charlotte Checkers. We wrześniu 2019 przeszedł do EHC Red Bull Monachium. Rok potem odszedł z klubu.
Uczestniczył w turnieju zimowych igrzysk olimpijskich 2018.

## Sukcesy
Klubowe
- Emms Trophy: 2008 z Brampton Battalion
- Mistrzostwo dywizji AHL: 2009 z Hartford Wolf Pack
- Emile Francis Trophy: 2009 z Hartford Wolf Pack
- Puchar Caldera: 2019 z Charlotte Checkers

Indywidualne
- Sezon CHL 2005/2006:
  - CHL Top Prospects Game
- Sezon OHL i CHL 2007/2008:
  - Pierwsze miejsce w klasyfikacji strzelców wśród obrońców w OHL: 29 goli
  - Drugi skład gwiazd
- Sezon AHL 2011/2012:
  - Najlepsze zagranie miesiąca - grudzień 2011